# اکراس پس‌سرسرخ
اکراس پس‌سرسرخ، اکراس سیاه هندی با نام علمی Pseudibis papillosa گونه‌ای از اکراسهاست که در شبه‌قاره هند یافت می‌شود.

## مشخصات
هر دو جنس نر و مادهٔ اکراس‌های سیاه شبیه به هم هستند. این پرندگانِ بزرگ‌جثه منقاری دراز دارند که رو به پایین خمیده شده است. سر پرنده سیاهرنگ بوده و تنها بخشی از پرهای پشت سر به رنگ سرخ لاکی است. ناحیه‌ای نیز در نزدیکی شانه‌های پرنده دارای پرهایی سفیدرنگ است.
اکراس‌های سیاه آشیانهٔ خود را بر فراز درختان می‌سازند و فصل جفت‌گیری و تولید مثل آنها در شمال هندوستان از ماه مارس تا اکثبر ادامه دارد.

## زیستگاه
اکراس‌های سیاه به اندازهٔ بیشتر دیگر گونه‌های اکراس‌ها وابسته به آب نیستند اما با این وجود می‌توان آنها را در کنار دریاچه‌ها، باتلاقها، بستر رودخانه‌ها و زمین‌های کشاورزی آبیاری‌شده مشاهده نمود. این پرندگان گروه‌دوست بوده و معمولاً در دستجات کوچک در کنارهٔ زمین‌های مرطوب به جستجوی غذا می‌پردازند.

## نگارخانه

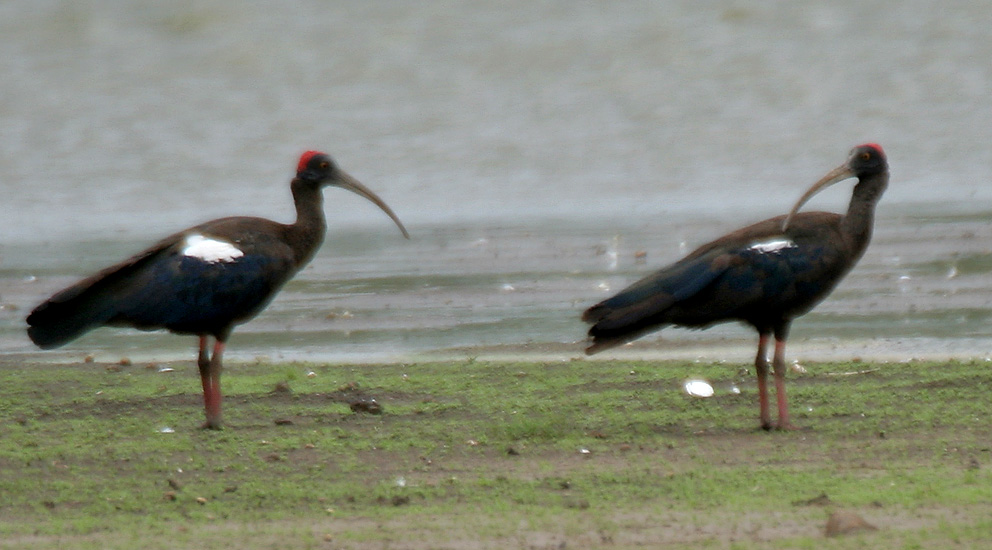
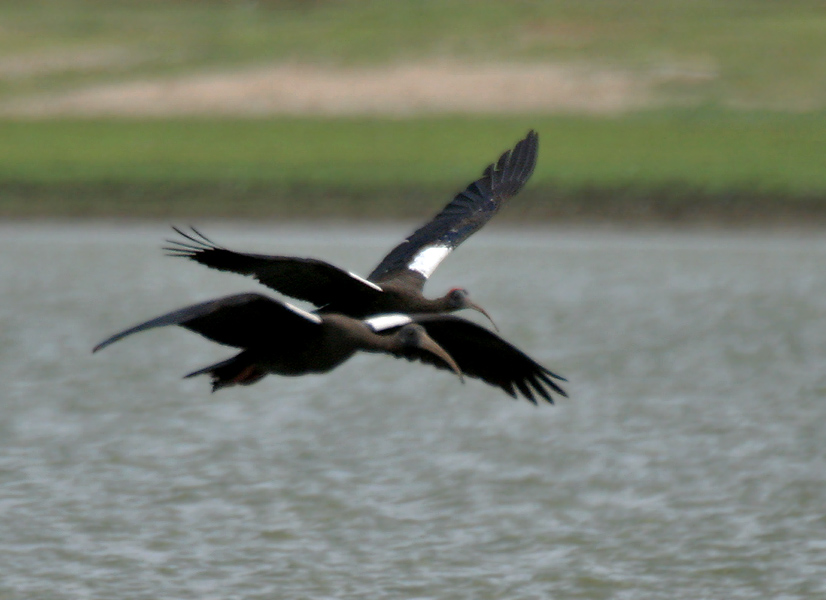
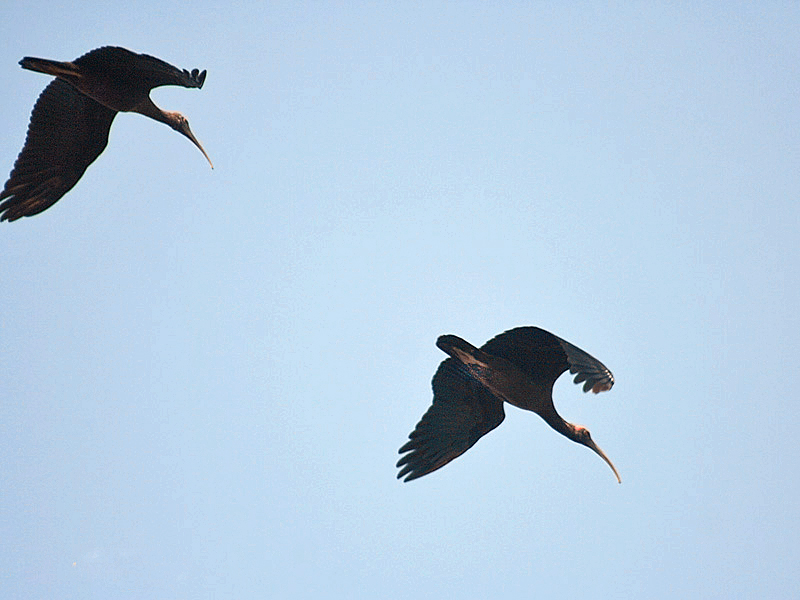
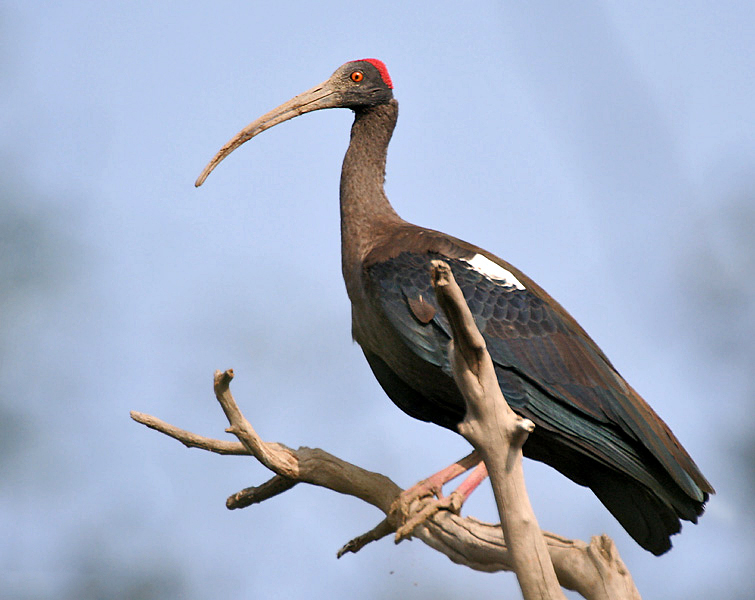
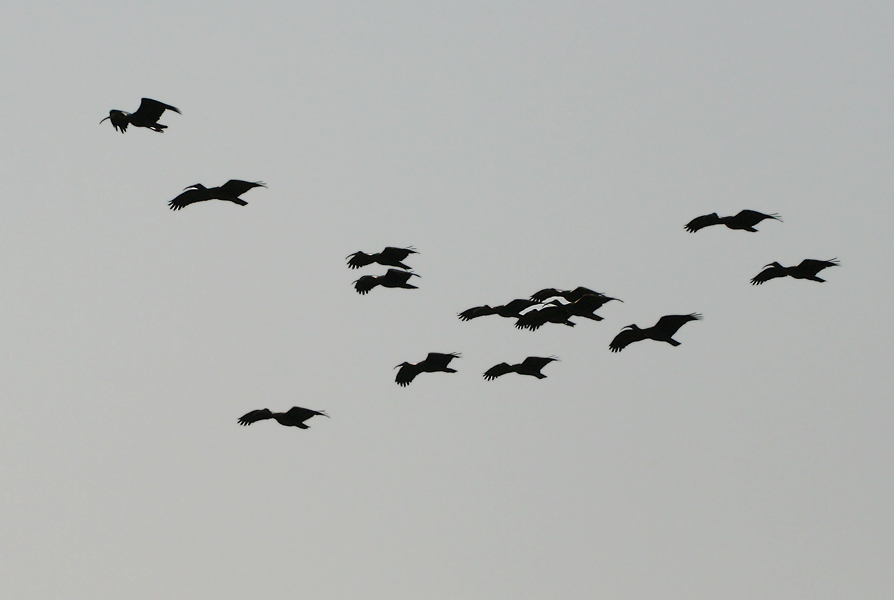
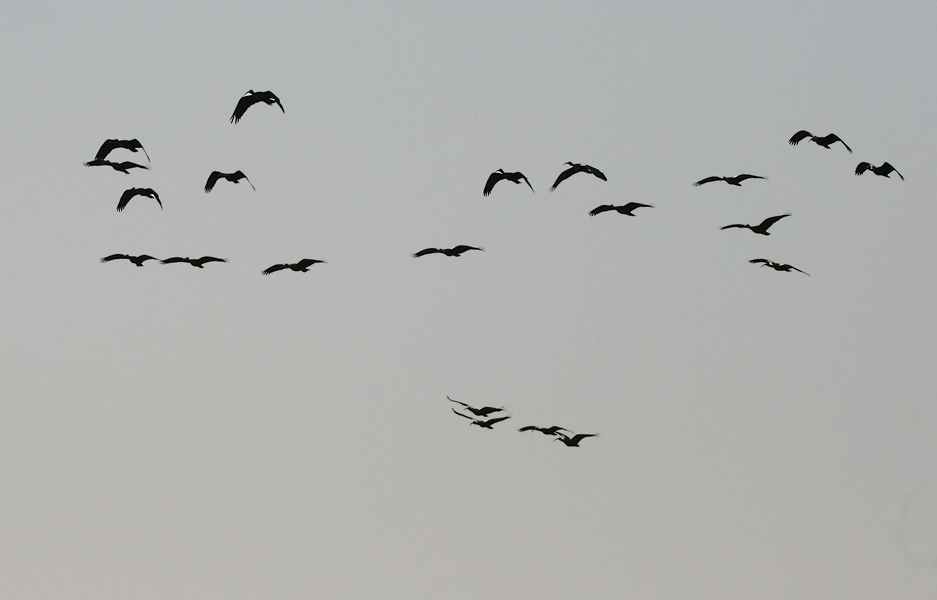
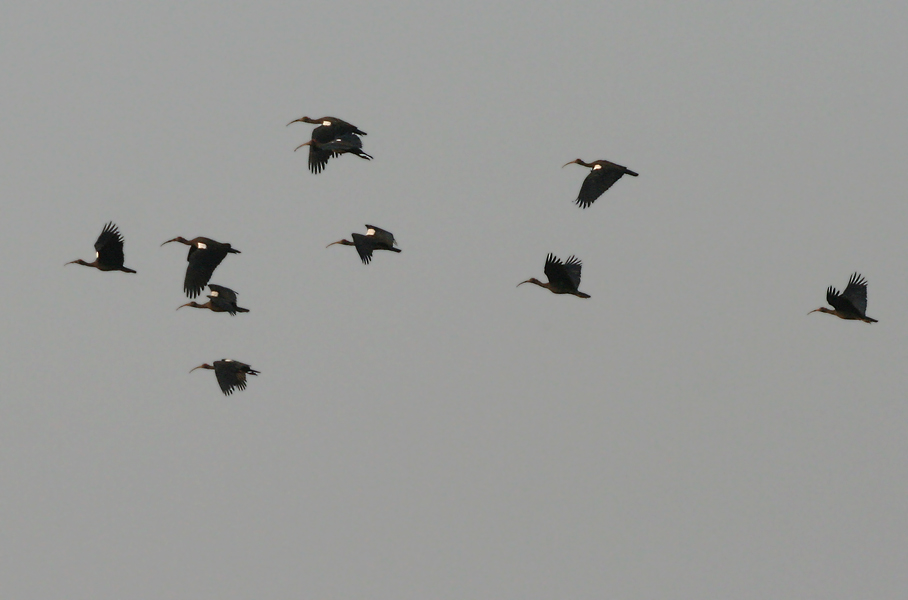
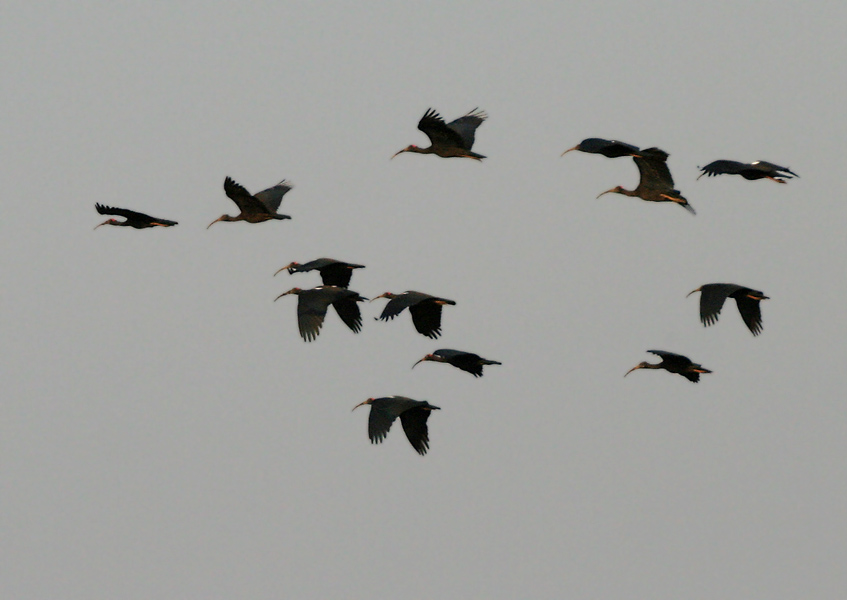
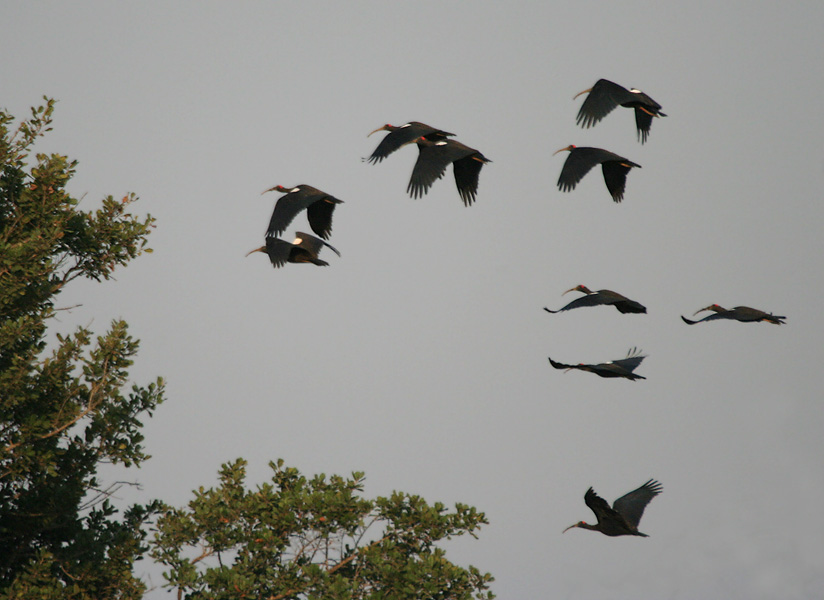
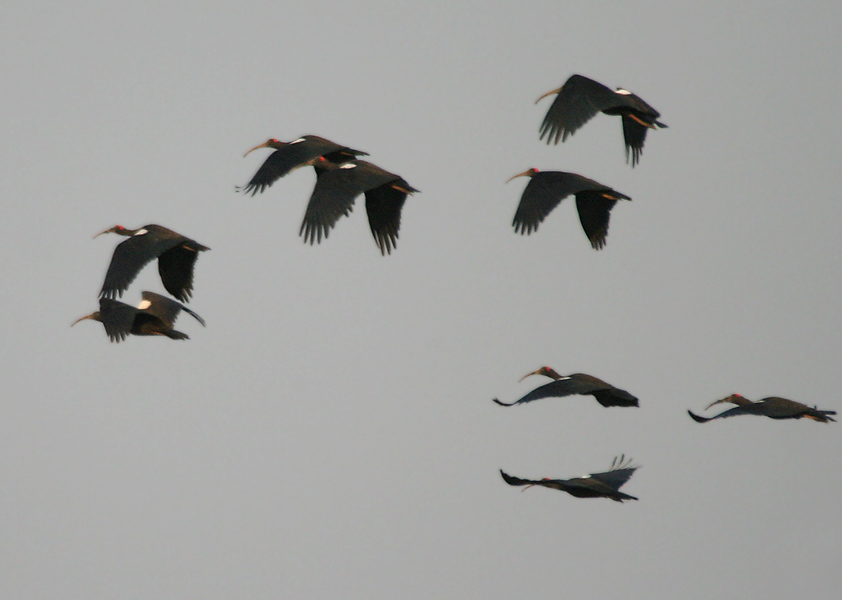